# Energia potencjalna

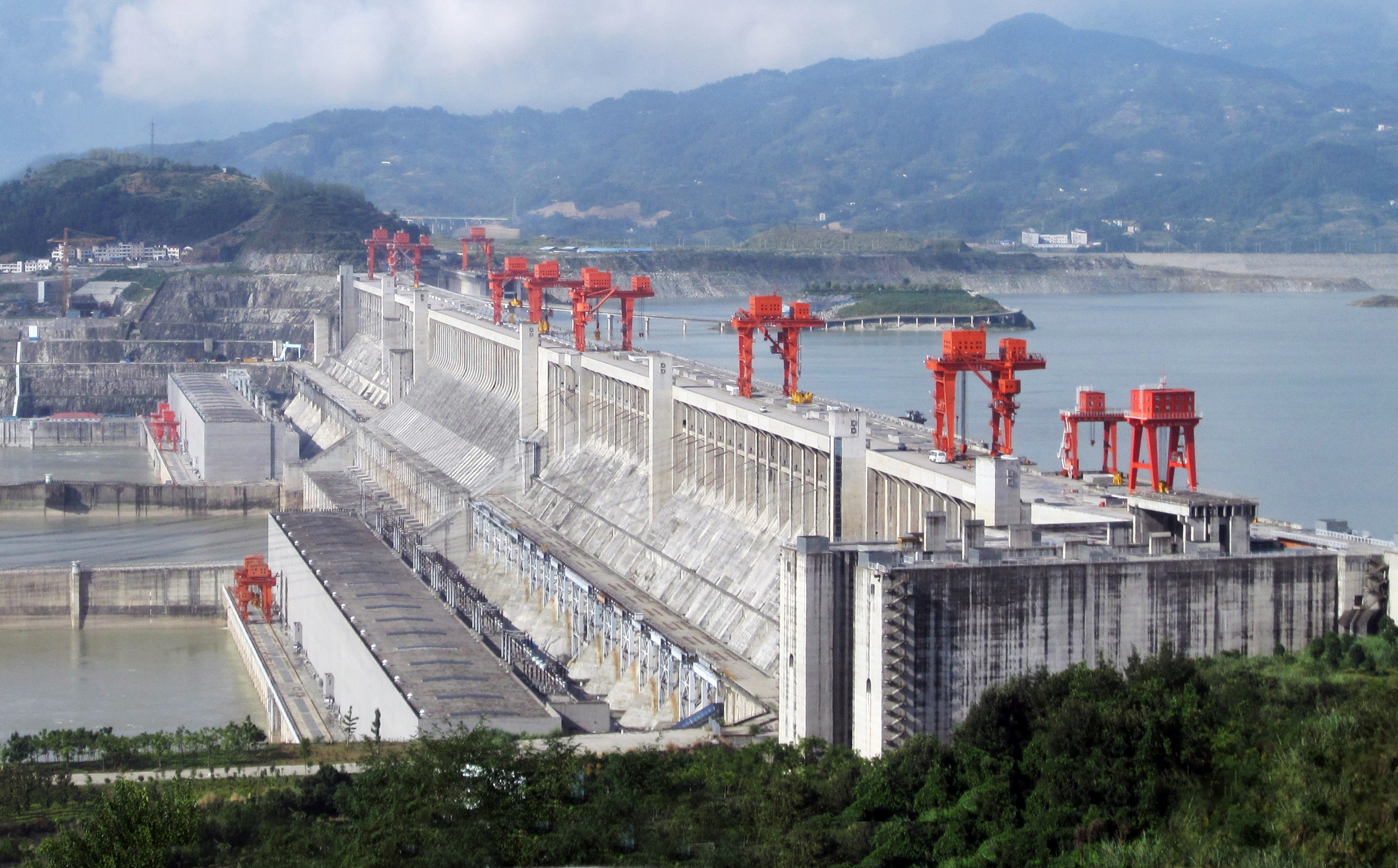
Elektrownie wodne wykorzystują energię potencjalną grawitacji spiętrzonej wody, zamieniając ją za pośrednictwem prądnic w energię elektryczną

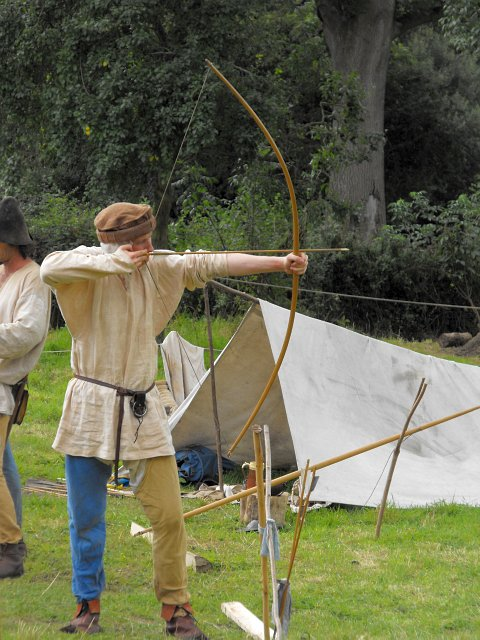
Gdy łucznik napina łuk, wykonuje pracę; energia biochemiczna łucznika zamienia się w energię potencjalną sprężystości w zgiętej części łuku. Gdy cięciwa zostaje puszczona, działa ona siłą na strzałę i wykonuje na niej pracę. W ten sposób energia potencjalna łuku jest przemieniana w energię kinetyczną strzały

Pole grawitacyjne Ziemi dla dużych odległości jest polem centralnym

Energia potencjalna – energia, jaką ma ciało lub układ ciał w zależności od położenia ciała (układu ciał) w przestrzeni. Pojęcie energii potencjalnej można wprowadzić jedynie wtedy, gdy ciało (układ ciał) oddziałuje z niezależnym od czasu polem sił potencjalnych.
Energia potencjalna występuje w różnego typu oddziaływaniach: grawitacyjnych, elektrycznych, sprężystych. Zgromadzoną w ciałach energię potencjalną wykorzystuje się w rozmaity sposób. Od czasów prehistorycznych wykorzystuje się energię potencjalną sprężystości zgromadzoną w napiętym łuku – dzięki tej energii możliwe jest wyrzucenie strzały na dużą odległość. Współczesne elektrownie wodne zamieniają energię potencjalną spiętrzonej wody w energię elektryczną. Dokładne obliczenia energii potencjalnej pozwalają planować ilość paliwa potrzebnego do umieszczenia satelity na orbicie, czy do podróży na Marsa.

## Definicja energii potencjalnej
W przypadku pojedynczego ciała energia potencjalna {\displaystyle E_{p}({\vec {r}})} jest równa pracy, jaką trzeba by wykonać, przemieszczając ciało z ustalonego położenia {\displaystyle {\vec {r}}_{0}} do położenia {\displaystyle {\vec {r}}.} Ponieważ w ogólności siła zależy od położenia ciała w przestrzeni, to pracę tę trzeba wyrazić jako całkę po krzywej, po której dokonuje się przemieszczenia ciała
{\displaystyle E_{p}(r)=\int _{r_{0}}^{r}{\vec {F}}_{z}(r)\mathrm {d} {\vec {r}},}
gdzie {\displaystyle {\vec {F}}_{z}(r)} jest siłą zewnętrzną równoważącą siłę pola w położeniu {\displaystyle {\vec {r}}.}
Z powyższej całki wynika, że wartość energii potencjalnej w ustalonym położeniu {\displaystyle {\vec {r}}_{0}} została ustalona jako wartość zerowa.
W przypadku układu {\displaystyle n} ciał energia potencjalna {\displaystyle E_{p}({\vec {r}}_{1},{\vec {r}}_{2},\dots ,{\vec {r}}_{n})} jest równa pracy, jaką trzeba wykonać, przemieszczając ciała z ustalonych położeń {\displaystyle {\vec {r}}_{1,0},{\vec {r}}_{2,0},\dots ,{\vec {r}}_{n,0}} do położeń {\displaystyle {\vec {r}}_{1},{\vec {r}}_{2},\dots ,{\vec {r}}_{n}}; energia potencjalna w ustalonej konfiguracji {\displaystyle {\vec {r}}_{1,0},{\vec {r}}_{2,0},\dots ,{\vec {r}}_{n,0}} ma wartość zerową.
Jeżeli układ ciał posiada stan równowagi trwałej w pewnej konfiguracji, to dla tej konfiguracji energia potencjalna układu ma minimum. Często ustala się zerową wartość energii potencjalna w tej konfiguracji.

## Energia potencjalna grawitacji
Źródłami pola grawitacyjnego są ciała posiadające masę. Najdokładniejszy opis pola grawitacyjnego podaje ogólna teoria względności. Poniżej omówiono energię potencjalną pola wytwarzanego przez pojedyncze ciało kuliste, na przykład Ziemię.

### W jednorodnym polu grawitacyjnym
Dla niezbyt dużych wysokości i niezbyt dużych odległości (znacznie mniejszych od promienia Ziemi) można przyjąć, że pole grawitacyjne Ziemi w rozpatrywanym obszarze jest jednorodnym polem o kierunku pionowym i zwrocie w dół. Za poziom odniesienia można przyjąć dowolny punkt. Wtedy wszystkie punkty na poziomie odniesienia mają zerową energię potencjalną.
Energia potencjalna ciała o masie {\displaystyle m} umieszczonego na wysokość {\displaystyle h} nad poziomem odniesienia jest równa pracy wykonanej przy podnoszeniu ciała z poziomu odniesienia na tę wysokość
{\displaystyle E_{p}(h)=\int _{0}^{h}F_{z}(x)\mathrm {d} x=F_{z}h=mgh,}
gdyż siła {\displaystyle F_{z}(x)=mg} jest stała, równa co do wartości ciężarowi ciała, czyli iloczynowi masy {\displaystyle m} i przyspieszenia ziemskiego.

### W centralnym polu grawitacyjnym
W zagadnieniach, w których siła grawitacji nie jest stała podczas ruchu (np. w trakcie lotów kosmicznych na duże odległości, w oddziaływaniach między planetami, które znacznie zmieniają wzajemne odległości podczas ruchu wokół Słońca), trzeba uwzględnić niejednorodność pola grawitacyjnego.

#### Energia potencjalna na zewnątrz jednorodnej kuli
Siła zewnętrzna potrzebna do przemieszczenia ciała o masie {\displaystyle m} w polu grawitacyjnym ciała o znacznie większej masie {\displaystyle M} (będącej źródłem pola grawitacyjnego) ma postać:
{\displaystyle {\vec {F}}_{z}(r)={\frac {GmM}{r^{2}}}{\frac {\vec {r}}{r}},}
gdzie:
{\displaystyle {\vec {r}}} – wektor położenia ciała o masie {\displaystyle m,} zaczepiony w środku ciała o masie {\displaystyle M,}
{\displaystyle r} – odległość między środkiem ciała o masie {\displaystyle M} a ciałem o masie {\displaystyle m} (długość wektora {\displaystyle {\vec {r}}}),
{\displaystyle G} – stała grawitacyjna [N·m²·kg−2],
{\displaystyle M} – masa źródła pola grawitacyjnego [kg],
{\displaystyle m} – masa przenoszonego ciała [kg].
We wzorze na siłę {\displaystyle {\vec {F}}_{z}(r)} jest znak {\displaystyle +,} gdyż siła zewnętrzna równoważąca siłę grawitacji jest skierowana zgodnie z wektorem {\displaystyle {\vec {r}}} (na zewnątrz od źródła pola).
Jako położenie {\displaystyle {\vec {r}}_{0},} dla którego energia z założenia ma wartość 0, najwygodniej jest przyjąć nieskończoność (tam siła grawitacji wynosi 0). Zgodnie z definicją energia potencjalna ciała w położeniu {\displaystyle {\vec {r}}} jest równa pracy potrzebnej do przeniesienia ciała z ustalonego punktu {\displaystyle {\vec {r}}_{0}} (w nieskończoności) do położenia {\displaystyle {\vec {r}}{:}}
{\displaystyle E_{p}({\vec {r}})=\int \limits _{\infty }^{r}{\vec {F}}_{z}({\vec {r}})\mathrm {d} {\vec {r}}.}
Zamieniamy granice całkowania, tak by dolna granica była mniejsza niż górna, co jest warunkiem poprawnego obliczenia całki oznaczonej (!)
{\displaystyle E_{p}({\vec {r}})=-\int \limits _{r}^{\infty }{\vec {F}}_{z}({\vec {r}})\mathrm {d} {\vec {r}}.}
Teraz wektor przemieszczenia ma postać {\displaystyle {\vec {d}}r=dr{\frac {\vec {r}}{r}},} gdzie {\displaystyle dr} – przyrost wektora {\displaystyle {\vec {r}},} stąd mamy:
{\displaystyle {\vec {F}}_{z}({\vec {r}}){\vec {\mathrm {d} }}r={\frac {GmM}{r^{2}}}{\frac {\vec {r}}{r}}\mathrm {d} r{\frac {\vec {r}}{r}}={\frac {GmM}{r^{2}}}\mathrm {d} r}
i otrzymamy:
{\displaystyle E_{p}(r)=-\int \limits _{r}^{\infty }{\frac {GMm}{r^{2}}}dr={\frac {GmM}{r}}{\bigg |}_{r}^{\infty }=GmM\left(0-{\frac {1}{r}}\right),}
czyli
{\displaystyle E_{p}(r)=-{\frac {GmM}{r}}.}
Powyższy wzór jest słuszny dla {\displaystyle r>0,} oraz przy założeniu, że źródłem pola grawitacyjnego jest masa punktowa. Jeżeli źródłem pola grawitacyjnego jest kula o promieniu {\displaystyle R,} to powyżej przeprowadzone całkowanie jest słuszne na zewnątrz kuli.

#### Energia potencjalna wewnątrz jednorodnej kuli
Obliczając potencjał wewnątrz kuli skorzystamy z faktu, że siła grawitacyjna działająca na ciało umieszczone wewnątrz jednorodnej kuli pochodzi od masy tej części kuli, która jest bliżej środka niż miejsce, w którym wyznaczamy energię, czyli:
{\displaystyle {\begin{aligned}E_{p}(r)&=-\int \limits _{r}^{\infty }{\frac {GMm}{r^{2}}}\mathrm {d} r\\&=-\int \limits _{r}^{R}{\frac {GM(r)m}{r^{2}}}\mathrm {d} r-\int \limits _{R}^{\infty }{\frac {GMm}{r^{2}}}\mathrm {d} r\\&={\frac {GmM}{R^{3}}}\int \limits _{R}^{r}r\mathrm {d} r-{\frac {GmM}{R}}.\end{aligned}}}
Wykonując do końca całkowanie otrzymuje się energię potencjalną wewnątrz kuli o masie {\displaystyle M} i promieniu {\displaystyle R}
{\displaystyle E_{p}(r)=-{\frac {3}{2}}{\frac {GmM}{R}}+{\frac {1}{2}}{\frac {GmM}{R^{3}}}r^{2}.}
Energia ma najmniejszą wartość w pobliżu środka kuli, osiągając w granicy {\displaystyle E_{p}(0)=-{\frac {3}{2}}{\frac {GmM}{R}}} i rośnie proporcjonalnie do {\displaystyle r^{2},} osiągając wartość {\displaystyle E_{p}(R)=-{\frac {GmM}{R}}} na powierzchni kuli.

## Energia potencjalna sprężystości
Energia potencjalna sprężystości jest energią układu poddanego działaniu siły sprężystości. Układem tym może być układ makroskopowy, np. ciało zawieszone na sprężynie albo układ mikroskopowy, np. drgająca cząsteczka, wykonująca niewielkie drgania od położenia równowagi, tak że siła powodująca ruch jest siłą sprężystą.
Dla małych wartości przemieszczenia {\displaystyle x} wartość siły sprężystości {\displaystyle F} wyraża się wzorem
{\displaystyle F(x)=-kx,}
gdzie:
{\displaystyle k} – współczynnik sprężystości [N/m],
{\displaystyle x} – przemieszczenie od położenia równowagi [m],
przy czym znak „minus” jest dlatego, że siła sprężystości jest zawsze skierowana przeciwnie do przemieszczenia od położenia równowagi.
Zgodnie z definicją energia potencjalna sprężystości jest równa pracy, jaką wykonuje siła zewnętrzna przeciwko sile sprężystości przy odkształcaniu układu od ustalonego stanu. Siła zewnętrzna jest skierowana przeciwnie do siły sprężystości i ma równą jej wartość, czyli {\displaystyle F_{Z}(x)=kx.} Przyjmując, że ustalonym stanem układu jest jego stan równowagi (wtedy {\displaystyle x=0}), energię potencjalną wyraża wzór
{\displaystyle E_{p}(x)=W_{0\to x}=\int \limits _{0}^{x}k\,x\,\mathrm {d} x={\frac {1}{2}}\,k\,x^{2}.}
Energia potencjalna sprężystości jest więc proporcjonalna do kwadratu odkształcenia x układu od położenia równowagi. Układ wytrącony od położenia równowagi i pozostawiony działaniu sił sprężystych będzie wykonywał drgania oscylacyjne: zmieniające się w czasie odkształcenie {\displaystyle x(t)} będzie oznaczać zmieniającą się w czasie jego energię potencjalną sprężystości.

## Energia potencjalna a siła
Jeżeli znany jest rozkład przestrzenny energii potencjalnej {\displaystyle E_{p}({\vec {r}})} danego układu ciał, to można wyznaczyć siłę działającą na to ciało (układ ciał) obliczając gradient energii potencjalnej
{\displaystyle {\vec {F}}({\vec {r}})=-\nabla E_{p}({\vec {r}}).}

## Punkty równowagi układu
Jeżeli dla pewnego położenia {\displaystyle {\vec {r}}_{m}} układu w przestrzeni (lub dla pewnej konfiguracji {\displaystyle {\vec {r}}_{m}}) energia potencjalna osiąga lokalne ekstremum, to gradient energii potencjalnej zeruje się
{\displaystyle \nabla E_{p}({\vec {r}}_{m})=0,}
czyli znikają siły działające na ciało. Położenie {\displaystyle {\vec {r}}_{m}} jest więc położeniem równowagi układu. Jeśli jest to minimum energii potencjalnej – równowaga jest trwała, gdyż nawet niewielkie odejście od {\displaystyle {\vec {r}}_{m}} powoduje pojawienie się siły, sprowadzającej układ do stanu równowagi; gdy energia potencjalna ma maksimum w {\displaystyle {\vec {r}}_{m},} to równowaga jest nietrwała. Gdy energia potencjalna ma kilka lokalnych ekstremów, to oznacza, że układ może być w równowadze w więcej niż w jednym punkcie.
Przykład: Jak omówiono wyżej (por. Energia potencjalna sprężystości) układ poddany działaniu siły sprężystej ma energię potencjalną
{\displaystyle E_{p}(x)={\frac {1}{2}}\,k\,x^{2}.}
Pochodna energii względem x wynosi
{\displaystyle {\frac {\mathrm {d} E_{p}(x)}{\mathrm {d} x}}=k\,x.}
Pochodna zeruje się dla {\displaystyle x=0;} w punkcie tym pochodna ma minimum absolutne. Wynika stąd, że układ drgający pod wpływem siły sprężystej ma dla {\displaystyle x=0} położenie równowagi trwałej. Rezultat ten jest zgodny z rzeczywistością – np. ciało na sprężynie wychylone od położenia równowagi zacznie wykonywać drgania; po pewnym czasie, zależnym od tłumienia, zatrzyma się w położeniu równowagi. Z przykładu tego widać, że warunek na minimum energii potencjalnej pozwala łatwo znaleźć punkty równowagi. Np. w przypadku oscylatora harmonicznego tłumionego bezpośrednie znalezienie punktu równowagi z równania ruchu układu wymagałoby rozwiązania złożonego równania różniczkowego (por. Ruch harmoniczny tłumiony).

## Praca a energia potencjalna
Pracę potrzebną do przemieszczenia ciała od punktu {\displaystyle A} do punktu {\displaystyle B} można obliczyć jako różnicę energii potencjalnych tego ciała w punktach {\displaystyle B} i {\displaystyle A}
{\displaystyle W_{A\to B}=E_{p}({\vec {r}}_{B})-E_{p}({\vec {r}}_{A}).}
Jeżeli praca ta jest dodatnia, to ciała zyskuje energię potencjalną kosztem innej formy energii. W ten sposób można obliczyć np. energię potrzebną do przeniesienia satelity z powierzchni Ziemi do nieskończoności:
{\displaystyle W_{R_{Z}\to \infty }=0-E_{p}(R_{Z})={\frac {GmM}{R_{Z}}},}
gdzie {\displaystyle R_{Z}} – promień Ziemi.

## Przybliżenie wzoru na pracę w polu grawitacyjnym
Wzór na energię pola grawitacyjnego w postaci {\displaystyle E=mgh} (por. wyżej) jest przybliżeniem wzoru ogólnego na pracę w polu grawitacyjnym. Mianowicie, energia potencjalna na wysokości {\displaystyle h} jest równa pracy, potrzebnej do podniesienia ciała z poziomu odniesienia na wysokość {\displaystyle h.} Jako poziom odniesienia przyjmiemy promień Ziemi Rz:
{\displaystyle W_{R_{Z}\to R_{Z}+h}=E_{p}(R_{Z}+h)-E_{p}(R_{Z})=-{\frac {GmM}{R_{Z}+h}}-{\bigg (}-{\frac {GmM}{R_{Z}}}{\bigg )}.}
Po dodaniu ułamków otrzyma się:
{\displaystyle W_{R_{Z}\to R_{Z}+h}=GMm{\frac {h}{(R_{Z}+h)R_{Z}}}\approx GMm{\frac {h}{R_{Z}^{2}}},}
przy czym wykonane tu przybliżenie jest słuszne, gdy przesunięcie {\displaystyle h} ciała jest niewielkie wobec promienia Ziemi ({\displaystyle R_{z}} ≈ 6400 km, np. dla {\displaystyle h} = 100 km popełniany błąd względny przybliżenia będzie wynosił 1,6%). Z prawa grawitacji Newtona wynika, że przyspieszenie, jakiego doznaje ciało o masie {\displaystyle m} pod wpływem siły grawitacji wynosi
{\displaystyle g={\frac {F}{m}}={\frac {GM}{R_{Z}^{2}}}.}
Uwzględniając to otrzyma się
{\displaystyle W_{R_{Z}\to R_{Z}+h}=mgh,}
czyli wzór na energię potencjalną dla jednorodnego pola grawitacyjnego.